# Madonka

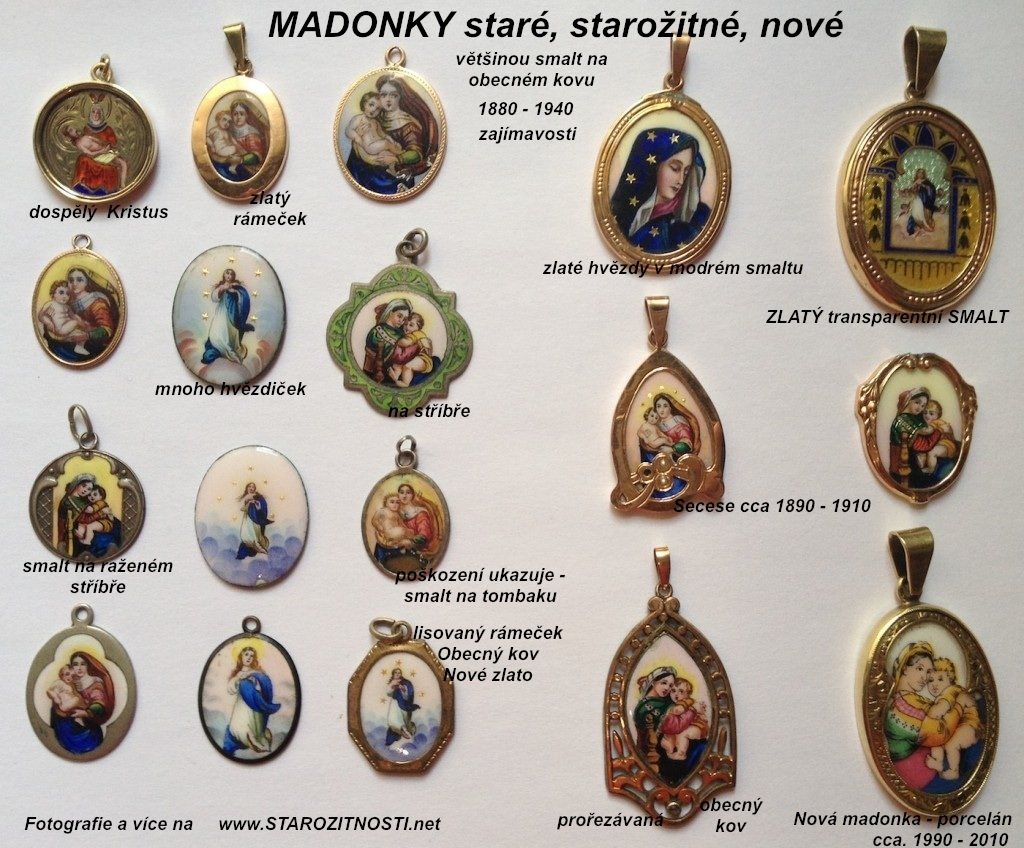
Madonka. Starožitné, staré madonky. Sbírka madonek vyrobené v letech 1880–1940 a 1990–2010

Madonka neboli svatý medailon je druhem šperku, kde se vedle zlatnického zpracování drahého kovu využívá ještě znalostí z oboru smaltéřství. Jde o přívěsek s vyobrazením svatého patrona nebo patronky, které je namalované keramickými barvami a vypálené při vysokých teplotách (okolo 700 až 800 °C) do pravého smaltu. Taková malba je velmi stálá a bez změny odstínu vydrží mnoho století. Na rubu bývá madonka opatřena požehnáním.

## Historický vývoj
Madonku bylo možno zakoupit jak v obchodě zlatnickém, tak na trhu, či při pouti. Oblíbenost madonek byla zejména za dob Rakousko-Uherska, ale i po první světové válce a ve válečném mezidobí je bylo možno koupit, či získat na trzích, při poutích, na památku. Madonka s Pannou Marií, či s Ježíškem se dávala dětem ke křtu, krátce po narození i například při biřmování, či k různým příležitostem. Madonku pak slečna později předala dceři, či babička své vnučce. Po druhé světové válce s nástupem nové socialistické ideologie a potlačením šíření teologie se madonek prodávalo a vyrábělo stále méně.

## Variabilita
Madonky jsou různého tvaru a materiálu, rozdílné podle místa prodeje, movitosti kupujícího, či podle příležitosti kdy, jak a proč byla zakoupená. Setkáme se tedy s provedením ražení v měkkém hliníku, či domácím odléváním z cínu. Nebo je použit tombak, alpaka, stejně tak stříbro, či provedené ve zlatě. Postupem doby se projevoval i historický sloh, funkcionalismus, secese, až po art deco, kde je patrný rozdíl ve tvaru, materiálu, volbě barev, či smaltů. Nalézáme rozdíl v počtu hvězdiček, čím více, tím vzácnější, také některé jsou kovové, či přímo ze zlata. Transparentní smalt (průhledný, průsvitný) je velmi efektní, sice dražší, ale i takové bylo možno koupit. Velmi vzácné jsou zlaté a perleťové smalty. Nejvzácnější jsou pak madonky smaltované na zlatě. Stejně tak výjimečné podle postav, nejméně nalezneme postavu Krista v dospělosti.